# Batalla de Raichur
La Batalla de Raichur fue una batalla librada entre el Imperio Vijayanagar y el Sultanato de Bijapur en el año 1520 en la ciudad de Raichur, India. El resultado fue  una victoria decisiva de Vijayanagar, y el gobernante de Bijapur fue derrotado. Esta batalla tuvo efectos de gran alcance. 

## Antecedentes
El Imperio Vijayanagara llevaba siglos enfrentándose a los intentos musulmanes por conquistarlo. Los diversos sultanatos del Decán habían hecho grandes esfuerzos por conquistar el último reducto religioso hindú en el extremo sur del subcontinente indio.

## Batalla
El Imperio Vijayanagara tenía una fuerza compuesta por 32.600 jinetes y 551 elefantes. El Sultanato de Bijapur tenía una fuerza compuesta por 7.000 jinetes y 250 elefantes. Los escritores modernos y contemporáneos discrepan sobre la cantidad de personal de infantería que tenía cada bando. Las fuentes contemporáneas dicen que Krishnadevaraya tenía una fuerza de infantería que constaba de algo más de 700.000 soldados. Además, el uso de un contingente portugués comandado por Cristovão de Figueiredo con el uso de armas de fuego ayudó a conquistar la fortaleza. Además, los portugueses con sus arcabuces derribaron a los defensores de las murallas, y así permitieron a los sitiadores acercarse cerca de las líneas de fortificación y derribar las piedras. Llevada a la desesperación, y con su gobernador asesinado, la guarnición se rindió y el Imperio Vijayanagara salió victorioso.

## Consecuencias
La batalla de Raichur tuvo efectos de gran alcance. La victoria hindú debilitó el poder de Bijapur. La victoria también provocó que otros sultanes en Decán formaran una alianza para derrotar al Imperio Vijayanagar. La guerra también afectó la suerte de los portugueses en la costa oeste, su colonia de Goa aumentó su importancia porque se incrementó el comercio con la India